# Agrostis diemenica
Agrostis diemenica är en gräsart som beskrevs av Dennis Ivor Morris. Agrostis diemenica ingår i släktet ven, och familjen gräs.
Artens utbredningsområde är Tasmanien. Inga underarter finns listade i Catalogue of Life.